# レオナルド・バカ
レオナルド・バカ・グティエレス（Leonardo Vaca Gutiérrez , 1995年11月24日 - ）は、ボリビア・サンタクルス県サンタ・クルス・デ・ラ・シエラ出身のプロサッカー選手。リーガ・デ・フットボル・プロフェシオナル・ボリビアーノのクルブ・アウロラに所属している。ポジションはFW。

## 来歴
ボリビアが誇るサッカーアカデミー・アカデミア・タウイチ・アギレラ出身。2013年に地元のクルブ・ブルーミングと契約。2014年2月10日の国内リーグのスポルト・ボーイズ・ワルネス戦でプロデビュー。2015-16シーズンに頭角を現し、33試合に出場。翌2016-17シーズンはスポルト・ボーイズ・ワルネスにローン移籍でプレー。2019年シーズン途中にクラブ・ボリバルに移籍した。

## ボリビア代表
2015年11月13日の2018 FIFAワールドカップ・南米予選のベネズエラ戦で、ボリバル代表に初招集。2018年5月29日のアメリカ戦でフル代表デビュー。同年10月13日のミャンマー戦では、代表初ゴールを決めた。翌2019年はコパ・アメリカ2019にも出場。グループリーグ3試合に出場したものの、3戦全敗に終わった。

## 人物
2019年3月に日本代表との親善試合の為に来日した際、「ボリビアには『バカ』という名字が多い」と、日本のメディアで話題となった。ちなみにその遠征では、レオナルド・バカの他にラミロ・バカとヘンリー・バカも来日しており、バカという名字は、ボリビアでは一般的な名字とも紹介されている。